# Перевоз (Нижегородска област)
Перевоз (на руски: Перевоз) е град в Русия, административен център на Перевозски район, Нижегородска област. Населението на града към 1 януари 2018 година е 8763 души.